# فرانسيسك فولانا
فرانسيسك فولانا (بالإسبانية: Francesc Fullana)‏ هو لاعب كرة قدم إسباني في مركز الوسط، ولد في 9 أكتوبر 1989 في مونتويري في إسبانيا. لعب مع نادي كونستانسيا.

## وصلات خارجية
- فرانسيسك فولانا على موقع Soccerway.com (الإنجليزية)
- فرانسيسك فولانا على موقع AS.com (الإسبانية)